# Gadabursi
Els gadabursi són un clan somali de Somalilàndia, de la gran confederació dels Dir. Són descendents del xeic Samaroon, derrotat el 1442 pels muntanyesos etíops en la guerra causada pel pagament de les taxes pel comerç des de l'interior fins a la costa; es creu que en la batalla van morir uns 50.000 homes (per excavacions arqueològiques). També viuen a Djibouti i a Etiòpia. Estan emparentats amb els issa, els suhurre (abdalle i qubeys) del centre de Somàlia, els biyomaal del sud de Somàlia, els gaadsan, els gurgure d'Ogaden, i els issaq de Somalilàndia
Un soldanat Gadabursi va existir al segle xvii, governat per un sobirà (ugaas) i un consell d'ancians en nombre de 100, distribuïs en quatre seccions encarregades respectivament d'afers socials, defensa, economia - impostos i justícia (el cap de cada comitè era el "afarta dhadhaar" i se'l seleccionava per la seva vàlua personal.
Inicialment van signar a contracor un tractat amb els britànics el 1884. Però davant de l'oposició del ugaas i dels ancians, els britànics van enderrocar la reialesa i després el soldanat es va extingir.

## alguns sub-clans
- Makaahiil
- Habar Afaan
- Mahad Ase